# Gadjo Dilo – Geliebter Fremder
Gadjo Dilo – Geliebter Fremder ist eine Tragikomödie von Tony Gatlif aus dem Jahr 1997. Sie entstand in französisch-rumänischer Koproduktion.

## Handlung
Der junge Pariser Stéphane ist zu Fuß in kleinen Dörfern in Rumänien unterwegs. Bei sich hat er eine Kassette mit Musik der Sängerin Nora Luca, die er zu finden hofft. Er kann kein Rumänisch und auch kein Romani, unterwegs wird er gelegentlich von Lastwagenfahrern ein Stück mitgenommen. Er landet eines Tages in einem rumänischen Dorf. Gerade wurde in der Nähe der Roma-Junge Adriani wegen Diebstahls verhaftet und der Dorfoberste hat eine nächtliche Ausgangssperre verhängt. Adrianis Vater Izidor protestiert alkoholisiert gegen die Ausgangssperre und fällt so Stéphane auf, der vergeblich versucht, im Ort ein Bett für die Nacht zu finden. Er betrinkt sich mit Izidor, beide verstehen sich mehr schlecht als recht, doch bringt ihn Izidor nachts in die kleine Roma-Siedlung und überlässt ihm sein Bett für die Nacht. Izidor wertet die Begegnung mit dem jungen Franzosen am Tag der Verhaftung seines Sohnes als Wink des Glücks und setzt gegenüber der kritischen Roma-Gruppe durch, dass er im Dorf bleiben kann. Immer wieder versichert er Stéphane, dass er Nora Luca kennt, ohne zu wissen, was der junge Mann eigentlich von ihm will. Stéphane bleibt, zumal Izidor mit anderen Roma der kleinen Siedlung Musiker in einer kleinen, aber im Umkreis gefragten Musikkapelle ist.
Adriani wird zu einem halben Jahr Gefängnis verurteilt; Stéphane wiederum lebt sich langsam im Dorf ein. Er kann mit der Zeit bruchstückhaft Romani sprechen und lernt auf einer Hochzeit, zu der er eingeladen wird, einen Jungen kennen, der französisch spricht. Endlich gelingt es ihm, Izidor klarzumachen, dass er die Sängerin Nora Luca sucht. Izidor will ihn mit dem Musiker Paun Milan bekannt machen, der sehr viele Künstler kennt, nur ist der kurz zuvor verstorben. Mit Musik und Tanz am Grab gedenkt Izidor seines Freundes. Mit der Zeit ist Stéphane nicht nur in der Siedlung anerkannt, sondern kommt auch der jungen Sabina näher. Diese spricht ein wenig französisch, weil sie eine Weile mit einem Belgier verheiratet war und auch in Belgien gelebt hat. Stéphane gesteht ihr, dass er Nora Luca finden will, weil sein verstorbener Vater ihre Musik gehört hat, als es ihm sehr schlecht ging. Mit Sabine reist Stéphane, der sich ein altes Auto zugelegt hat, zu den Dörfern in der Umgebung und nimmt Musik und Gesang der Dorfbewohner auf seinem Kassettenrekorder auf.
Eines Tages kehrt Adriani in die Roma-Siedlung zurück und wird mit einem Fest begrüßt. Während Stéphane und Sabina am Fluss miteinander schlafen und die kleine Musikergruppe zu einem Auftritt wegfährt, provoziert Adriani im Dorf die Rumänen, die ihn ins Gefängnis gebracht haben. Ein Rumäne wird in der Folge von Adriani getötet. Die Dorfbewohner stürmen daraufhin die Roma-Siedlung und brennen alles nieder. Adriani kommt in den Flammen um. Stéphane und Sabina kehren kurz darauf in die Siedlung zurück und sind entsetzt. Sie informieren die Musiker, und Izidor bricht, erschüttert vom Tod des Sohnes, zusammen. Wenig später kehrt Stéphane der Gegend den Rücken. In seinem alten Wagen und mit Sabina auf dem Rücksitz fährt er davon. Die Kassetten mit den Liedern der Dorfbewohner zerstört er und begräbt sie nach Roma-Art. Am Grab tanzt er – Sabina sieht ihm zu und lächelt.

## Produktion und Hintergrund
Gadjo Dilo – Geliebter Fremder war nach Die Prinzen (1983) und Latcho Drom (1993) der Abschluss von Tony Gatlifs Trilogie über die Roma. Der Film gilt als ein seltenes Beispiel für die Selbstrepräsentation von Roma im Film, da er einer der wenigen Filme über Roma ist, die von einem Rom gedreht wurden (Regisseur Tony Gatlif ist der Sohn einer Romni).
Die Dreharbeiten fanden in Rumänien und dabei überwiegend im Dorf Creţuleşti (Gemeinde Mătăsaru, Kreis Dâmbovița) unweit von Bukarest, statt. Die Kostüme schuf Mihaela Ularu, die Filmbauten stammten von Brigitte Brassart.
„Gadjo dilo“ ist romani für „verrückter Fremder“, wobei „Gadjo“ Nicht-Roma bzw. Roma, die außerhalb der Roma-Kultur leben, umfasst.
Der Film zeigt die Entwicklung Stéphanes. Seine Reise beginnt als Franzose, zur „Mehrheit“ gehörend und mit einem Außenblick auf die Roma ohne Kenntnis der Kultur oder Sprache. Er wird von Izidor als Trophäe behandelt und im Dorf als Fremder angesehen und angefeindet. Am Ende des Films ist Stéphane ein fester Teil der Roma-Gruppe, spricht die Sprache und ist Teil der Minderheit geworden. Die Schlussszene, in der er die Mitschriften und Aufnahmen der Roma-Lieder vergräbt, ist folgerichtig: Die Kultur der Roma ist undokumentiert, die Aufnahmen und Mitschriften stehen symbolisch für den Außenstehenden, der die Kultur voyeuristisch dokumentiert, ohne sie zu leben. Mit dem Vergraben der Lieder ist Stéphanes Übertritt in die Gemeinschaft der Roma besiegelt und er nun kein „Gadjo“ mehr.

## Filmmusik
Im Film sind verschiedene Lieder zu hören:
- Mónika Juhász Miczura – Nora Luca
- Rona Hartner – Disparaîtra; Danda Rolantso
- Adrian Simionescu – Tutti Frutti
- Esma Redžepova – Djelem, djelem

Es spielen das Orchester Les Gypsy Star und das Orchester Marin Ionica.

## Veröffentlichung
Gadjo Dilo – Geliebter Fremder erlebte am 10. August 1997 auf dem Locarno Film Festival seine Premiere und lief in der Folge auf verschiedenen internationalen Festivals, darunter Ende August/Anfang September auf dem Festival des films du monde de Montréal, im Oktober 1997 auf der Viennale, im November 1997 auf dem Thessaloniki International Film Festival sowie im Januar 1998 auf dem Tromsø Internasjonale Filmfestival. Am 13. Februar 1998 lief der Film in der deutschsprachigen Schweiz in den Kinos an und kam am 27. August 1998 auch in die deutschen Kinos. Französischer Kinostart war am 8. April 1998.

## Auszeichnungen
Auf dem Locarno Film Festival gewann Tony Gatlif den Preis der ökumenischen Jury und den Silbernen Leoparden. Rona Hartner wurde mit dem Bronzenen Leoparden ausgezeichnet. Auf dem Festival des films du monde de Montréal gewann Tony Gatlif den Grand Prix Special des Amériques für seine Filmtrilogie, die mit Gadjo Dilo – Geliebter Fremder abgeschlossen wurde. Der Film war 1997 auf dem São Paulo International Film Festival für den Publikumspreis nominiert und gewann den Publikumspreis im Januar 1998 auf dem Tromsø Internasjonale Filmfestival.
Beim César 1999 gewann Tony Gatlif den César in der Kategorie Beste Filmmusik. Romain Duris wurde als bester Nachwuchsdarsteller und Rona Hartner als beste Nachwuchsdarstellerin nominiert. Rona Hartner gewann 1999 den Prix Michel Simon beim Festival Acteurs à l’Écran als beste Darstellerin; Romain Duris war für den Prix Michel Simon als bester Darsteller nominiert.